# Lufingen
Lufingen är en ort och kommun i distriktet Bülach i kantonen Zürich, Schweiz. Kommunen har 2 840 invånare (2023).
I kommunen finns även orten Augwil.